# Latte macchiato

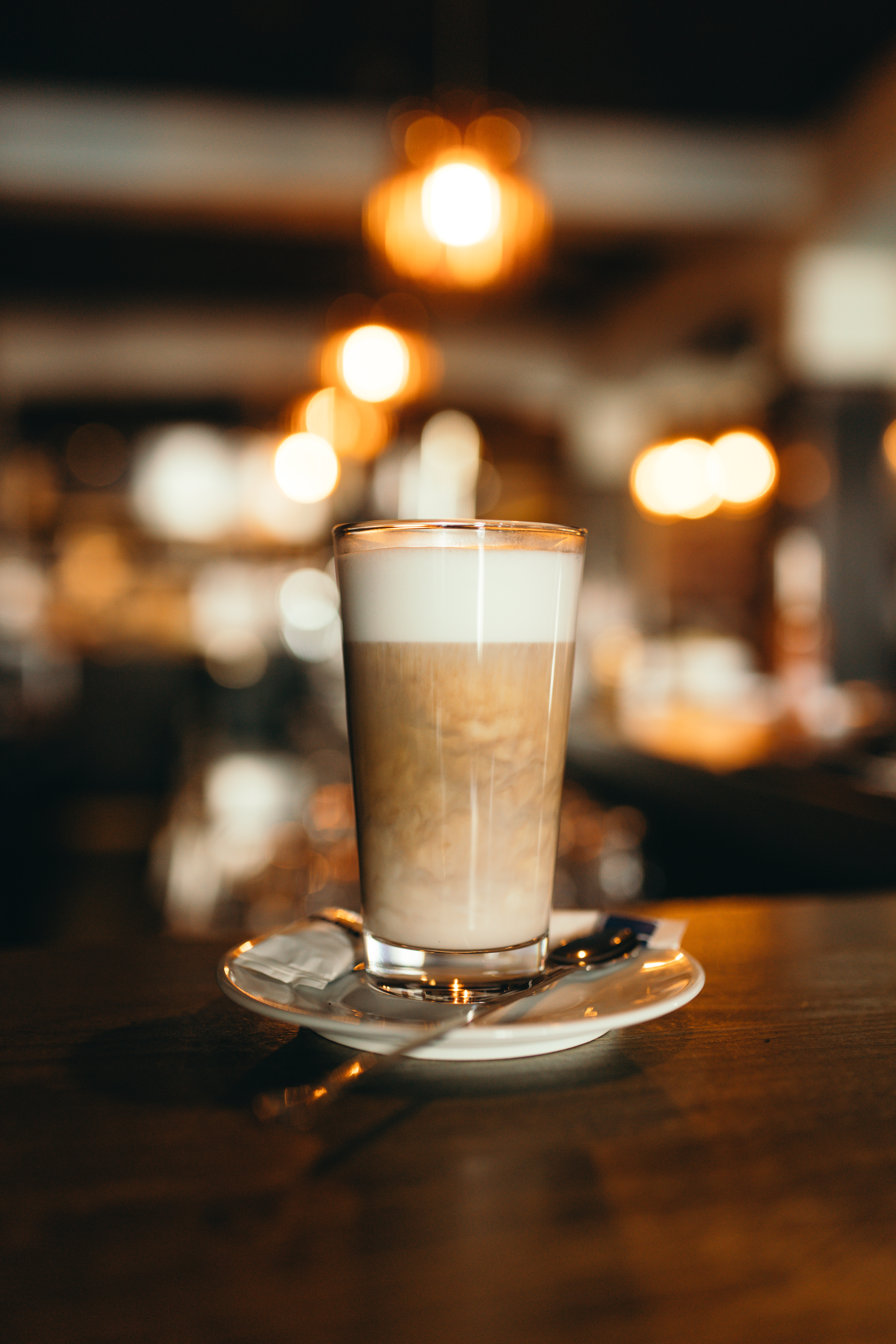

Een latte macchiato is een koffiedrank die bestaat uit laagjes van melk en espresso. Latte betekent melk en macchiato betekent gevlekt; het gevlekte patroon ontstaat als de espresso op de juiste manier wordt toegevoegd aan de melk. Aan de latte macchiato kan karamel worden toegevoegd; dit is echter niet volgens de traditionele Italiaanse bereidingswijze.
Het fundamentele verschil met de caffè latte is dat er bij de latte macchiato een shot espresso wordt toegevoegd aan de melk, daar waar bij de caffè latte althans van oorsprong melk aan de koffie wordt toegevoegd: de nadruk ligt bovendien op de melk. De latte macchiato veronderstelt de aanwezigheid van melkschuim, naast warme melk. Ook de gelaagdheid van de verschillende drankonderdelen is bij de bereiding cruciaal. Een gelijkaardige drank waar boven de espresso slechts een beperkte hoeveelheid melkschuim wordt toegevoegd, is de caffè macchiato.

## Bereiding
Latte macchiato wordt gemaakt door opgeklopte melk in een kopje te gieten. Vervolgens wordt voorzichtig de shot espresso erbij gegoten. De melk zal vanzelf laagjes vormen.

## Voor kinderen
Latte macchiato wordt in Italië vanwege de grote hoeveelheid melk gezien als koffie voor kinderen.